# 诸蒲县
诸蒲县是越南嘉莱省下辖的一个县。面积718.05平方千米，2019年总人口70920人。

## 地理
诸蒲县北接诸色县，南接多乐省亚赫辽县和亚苏县，东接富善县，西接诸博容县。

## 历史
2009年8月27日，诸色县以亚利社、亚布路社、亚坡洪社、诸敦社、亚灵社、亚赫拉社、亚赫如社、亚容社和仁和市镇1市镇8社析置诸蒲县。

## 行政区划
诸蒲县下辖1市镇8社，县莅仁和市镇。
- 仁和市镇（Thị trấn Nhơn Hòa）
- 诸敦社（Xã Chư Don）
- 亚布路社（Xã Ia Blứ）
- 亚灵社（Xã Ia Dreng）
- 亚赫拉社（Xã Ia Hla）
- 亚赫如社（Xã Ia Hrú）
- 亚利社（Xã Ia Le）
- 亚坡洪社（Xã Ia Phang）
- 亚容社（Xã Ia Rong）